# Joseph Kapika
Cet article possède un paronyme, voir Joseph Kabila.
Joseph Kapika (de son nom complet Joseph Kapika Dikanku) est un homme politique congolais. Il est ministre d'État chargé de l'Économie nationale dans le gouvernement Tshibala depuis le 9 mai 2017. 
Il fut auparavant secrétaire général adjoint chargé des finances de l'Union pour la démocratie et le progrès social (UDPS).

## Carrière politique
À la suite de sa nomination au sein du gouvernement Tshibala le 9 mai 2017 en tant que ministre d'État chargé de l'Économie nationale, Joseph Kapika est exclu le 26 juin de l'UDPS.
En juillet 2017, il propose d'interdire l'importation de produits faisant de la concurrence déloyale aux produits congolais, préoccupé notamment par les produits zambiens et angolais (œufs, bière) vendus à très bas prix au détriment des produits locaux. 